# 都道府県フットボールセンター整備助成事業
都道府県フットボールセンター整備助成事業（とどうふけんフットボールセンターせいびじょせいじぎょう）とは、日本サッカー協会 (JFA) が2007年度から2012年度にかけて行ってきた、都道府県レベルでの普及・強化の拠点となる施設の整備を進める事業である。

## 概要
JFAでは、『JFA2005年宣言』の実現のための“プレジデンツ・ミッション”の一つとして、身近なところに芝生の環境がある社会を目指す「JFAグリーンプロジェクト」の推進を掲げており、これに関連して、各都道府県サッカー協会の活動拠点となる「都道府県フットボールセンター」の整備を推進すべく、都道府県サッカー協会や地方自治体などが行うグラウンド・夜間照明・クラブハウスなどの整備を対象とした助成事業を行ったものである。
助成の対象となる「都道府県フットボールセンター」の認定にあたっては、以下のような要件がある。
- サッカーの公式戦が開催できる広さ（105m×68m）を確保できる面積を有する人工芝もしくは天然芝のグラウンドを有する。
- グラウンド1面分以上を四辺以上の方向から照明されるように設計された照明施設（平均照度200Lx以上）を有する。
- 事務室、会議室、談話室、更衣室、用具室、シャワー室、医務室、カフェテリア、調理室、トレーナー室、託児室等で構成された、原則として延床面積250m2以上のクラブハウスを有する。
- 都道府県サッカー協会の事務局機能（一部でも可）を有し、都道府県サッカー協会が年間総稼動時間のうち原則として5分の4を利用できること。

また、具体的な助成にあたっては、以下のような要件がある。
- 助成対象事業は「グラウンド」「夜間照明」「クラブハウス」および「屋内施設」（豪雪地に限る）の新設・改修事業に限る。
- 助成対象者は「都道府県サッカー協会」「都道府県または市区町村」「公益法人のスポーツ団体」のいずれかとする（営利法人は対象としない）。
- グラウンドの新設・改修に対しては、事業用地が確保されている場合に限り、事業費の2分の1（上限4,500万円）を助成する。
- 夜間照明の新設・改修に対しては、事業費の2分の1（上限1,500万円）を助成する。
- クラブハウスの新設・改修に対しては、事業費の2分の1（上限1,500万円）を助成する。

本事業と、2002 FIFAワールドカップ記念事業助成事業（2004年度-2006年度）をあわせて、2013年度までに37都道府県に都道府県フットボールセンターが整備された。本事業は2012年度で一旦打ち切られたが、2013年4月に都道府県フットボールセンターの整備されていない8県（福島県、群馬県、石川県、福井県、愛知県、高知県、宮崎県、鹿児島県）を対象に「都道府県フットボールセンター整備助成金交付制度」を設け（実質的な事業延長）、2017年度予算で4県に対して助成金の交付が行われた。一方、2015年からは新たに地区サッカー施設にまで対象を広げた「JFAサッカー施設整備助成事業」が創設されている。

## 助成の行われた施設
助成の行われた施設を記す。名称については、「○○県フットボールセンター」以外の名称がある場合はその名称によった。
助成額については日本サッカー協会の資料に基づく。
| 都道府県 | 名称                                                     | 所在地           | 助成年度  | 助成額（千円） |
| -------- | -------------------------------------------------------- | ---------------- | --------- | -------------- |
| 青森県   | 十和田市高森山総合運動公園球技場                         | 十和田市         | 2012      | 45,000         |
| 岩手県   | 岩手県フットボールセンター                               | 紫波郡紫波町     | 2010      | 75,000         |
| 宮城県   | 松島フットボールセンター                                 | 宮城郡松島町     | 2009      | 47,051         |
| 秋田県   | 潟上市鞍掛沼公園多目的広場                               | 潟上市           | 2010      | 75,000         |
| 山形県   | 東陽の里公園東陽グランド                                 | 西置賜郡白鷹町   | 2012      | 53,000         |
| 福島県   | 郡山市熱海人工芝サッカー場                               | 郡山市           | 2017      | 60,000         |
| 茨城県   | セキショウ・チャレンジスタジアム                         | つくば市         | 2008      | 75,000         |
| 群馬県   | 前橋市下増田運動場                                       | 前橋市           | 2017      | 48,000         |
| 神奈川県 | 神奈川県サッカー協会フットボールセンター（かもめパーク） | 横浜市泉区       | 2012      | 75,000         |
| 長野県   | 松本市サッカー場                                         | 松本市           | 2011      | 75,000         |
| 富山県   | フットボールセンター富山                                 | 滑川市           | 2012      | 75,000         |
| 愛知県   | 鶴舞公園多目的グラウンド（テラスポ鶴舞）                 | 名古屋市昭和区   | 2017      | 70,000         |
| 三重県   | 三重県営鈴鹿スポーツガーデン                             | 鈴鹿市           | 2008      | 45,000         |
| 岐阜県   | 笠松町多目的運動場                                       | 羽島郡笠松町     | 2012      | 90,000         |
| 兵庫県   | 神戸レディースフットボールセンター                       | 神戸市東灘区     | 2012      | 75,000         |
| 奈良県   | 奈良県フットボールセンター                               | 磯城郡田原本町   | 2009      | 75,000         |
| 和歌山県 | 上富田スポーツセンター                                   | 西牟婁郡上富田町 | 2010      | 75,000         |
| 鳥取県   | 鳥取県フットボールセンター大山 夕陽の丘神田              | 西伯郡大山町     | 2011      | 74,609         |
| 鳥取県   | 鳥取市若葉台スポーツセンター                             | 鳥取市           | 2012      | 75,000         |
| 島根県   | 松江総合運動公園                                         | 松江市           | 2007,2012 | 31,808         |
| 岡山県   | 政田サッカー場                                           | 岡山市東区       | 2012      | 90,000         |
| 広島県   | ツネイシフィールド                                       | 福山市           | 2012      | 75,000         |
| 山口県   | やまぐちサッカー交流広場                                 | 山口市           | 2009      | 75,000         |
| 香川県   | 高松市立東部運動公園多目的広場                           | 高松市           | 2012      | 75,000         |
| 高知県   | 土佐西南大規模公園球技場（黒潮町グラウンド）             | 幡多郡黒潮町     | 2017      | 48,000         |
| 福岡県   | 福岡フットボールセンター                                 | 福岡市東区       | 2007-11   | 102,962        |
| 佐賀県   | 松浦河畔公園ラグビー・サッカー場                         | 唐津市           | 2008      | 60,000         |
| 長崎県   | 島原市営平成町人工芝グラウンド                           | 島原市           | 2011      | 75,000         |
| 熊本県   | 宇城市立ふれあいスポーツセンター                         | 宇城市           | 2008      | 75,000         |
| 大分県   | 杵築市営サッカー場                                       | 杵築市           | 2008      | 75,000         |
| 沖縄県   | 金武町フットボールセンター                               | 国頭郡金武町     | 2012      | 90,000         |

1. ↑  奈良県については2008年度にも大和高田市内の廃校を利用した施設整備計画に対して7500万円の助成が内示されたが、その後整備計画が中止となり助成の要望が取り下げられた事から助成は行われなかった。
2. ↑  2007年に1500万円、2012年に1680万8千円の助成を受けている（これとは別に、2005年に2002 FIFAワールドカップ記念事業助成金として1億2600万円の助成を受けている）。
3. ↑  2007年に3961万2千円、2011年に1835万円、2011年に4500万円の助成を受けている（これとは別に、2005年に2002 FIFAワールドカップ記念事業助成金として1億124万7千円の助成を受けている）。

## 参照
1. ↑  “プレジデンツ・ミッション”.   日本サッカー協会. 2014年12月13日閲覧。
2. 1 2 3  “JFAグリーンプロジェクト”.   日本サッカー協会. 2014年12月13日閲覧。
3. ↑  JFA協議資料 2007, p. 3-4.
4. ↑  JFA協議資料 2007, p. 10-12.
5. 1 2  公益財団法人日本サッカー協会 2016年 第3回理事会（2016年3月10日）協議資料 (PDF)  p.4-5
6. ↑  JFAサッカー施設整備助成事業 概要（2015年度～2022年度） (PDF)  - 公益財団法人日本サッカー協会 2014年度第10回理事会（2014年10月9日）協議資料
7. ↑  都道府県フットボールセンター整備助成事業 及び 2002FIFAワールドカップ記念事業 助成対象施設一覧 (PDF)  - 公益財団法人日本サッカー協会 平成24年度 第12回理事会（2013年3月14日）協議事項資料No.14
8. ↑  “競技振興に有効活用を／サッカー拠点施設”. 社説.  東奥日報 (2012年7月30日). 2013年5月4日閲覧。
9. ↑  “松島フットボールセンター”.   宮城県サッカー協会. 2013年5月4日閲覧。
10. ↑  “潟上市鞍掛沼公園多目的広場”. 秋田県スポーツ情報ステーション.   秋田県観光文化スポーツ部スポーツ振興課. 2013年5月4日閲覧。
11. ↑  “東陽の里公園東陽グランドのご利用について”.   白鷹町役場. 2013年5月4日閲覧。
12. ↑  “かもめパークの完成祝う 神奈川県サッカー発展の拠点へ”. 神奈川新聞. (2014年12月6日) 2014年12月12日閲覧。
13. ↑  “施設委員会│競技場案内（長野県フットボールセンター（松本市サッカー場））”.   長野県サッカー協会施設委員会. 2013年5月4日閲覧。
14. ↑  NPO法人フットボールセンター富山. “日医工スポーツアカデミー”. 2013年11月23日閲覧。[リンク切れ]
15. ↑  “笠松町に多目的運動場が完成　県フットボールセンター”. 岐阜新聞. (2013年4月21日) 2013年5月4日閲覧。
16. ↑  “「3面の芝」人気で予約殺到 上富田スポーツセンター”. 紀伊日報. (2011年6月4日) 2013年5月4日閲覧。
17. ↑  “鳥取県フットボールセンター大山 夕陽の丘神田”.   鳥取県サッカー協会. 2017年10月9日閲覧。[リンク切れ]
18. ↑  “鳥取県フットボールセンター若葉台”.   鳥取県サッカー協会 (2013年11月5日). 2014年12月12日閲覧。
19. ↑  “サッカー場:福山・「みろくの里」に整備中、名称「ツネイシフィールド」／広島”. 毎日jp. (2013年2月7日) 2013年5月4日閲覧。
20. ↑  “やまぐちサッカー交流広場　旧八坂中を活用し完成－山口”. 山口新聞. (2010年5月2日) 2013年11月23日閲覧。
21. ↑  “香川フットボールセンター完成／高松市”. 四国新聞. (2013年6月11日) 2013年11月27日閲覧。
22. ↑  “福岡フットボールセンター”.   福岡県サッカー協会. 2013年5月4日閲覧。
23. ↑  “島原市営平成町人工芝グラウンド”. 2013年5月4日閲覧。
24. ↑  “宇城市との協力体制”.   JFAアカデミー熊本宇城. 2013年5月4日閲覧。
25. ↑  “杵築市営サッカー場（フットボールセンター大分きつき/杵築市スポーツ交流センター）”.   杵築市役所. 2013年5月4日閲覧。
26. ↑  “沖縄県金武町に「金武町フットボールセンター」がオープン”.   日本サッカー協会 (2016年3月4日). 2016年5月15日閲覧。

## 参考資料
- 財団法人日本サッカー協会 平成19年度第4回理事会 協議資料 No.1 (PDF) (Report). 5 July 2007. 2014年12月13日閲覧。